# Dolmen vom Fröböke-Typ

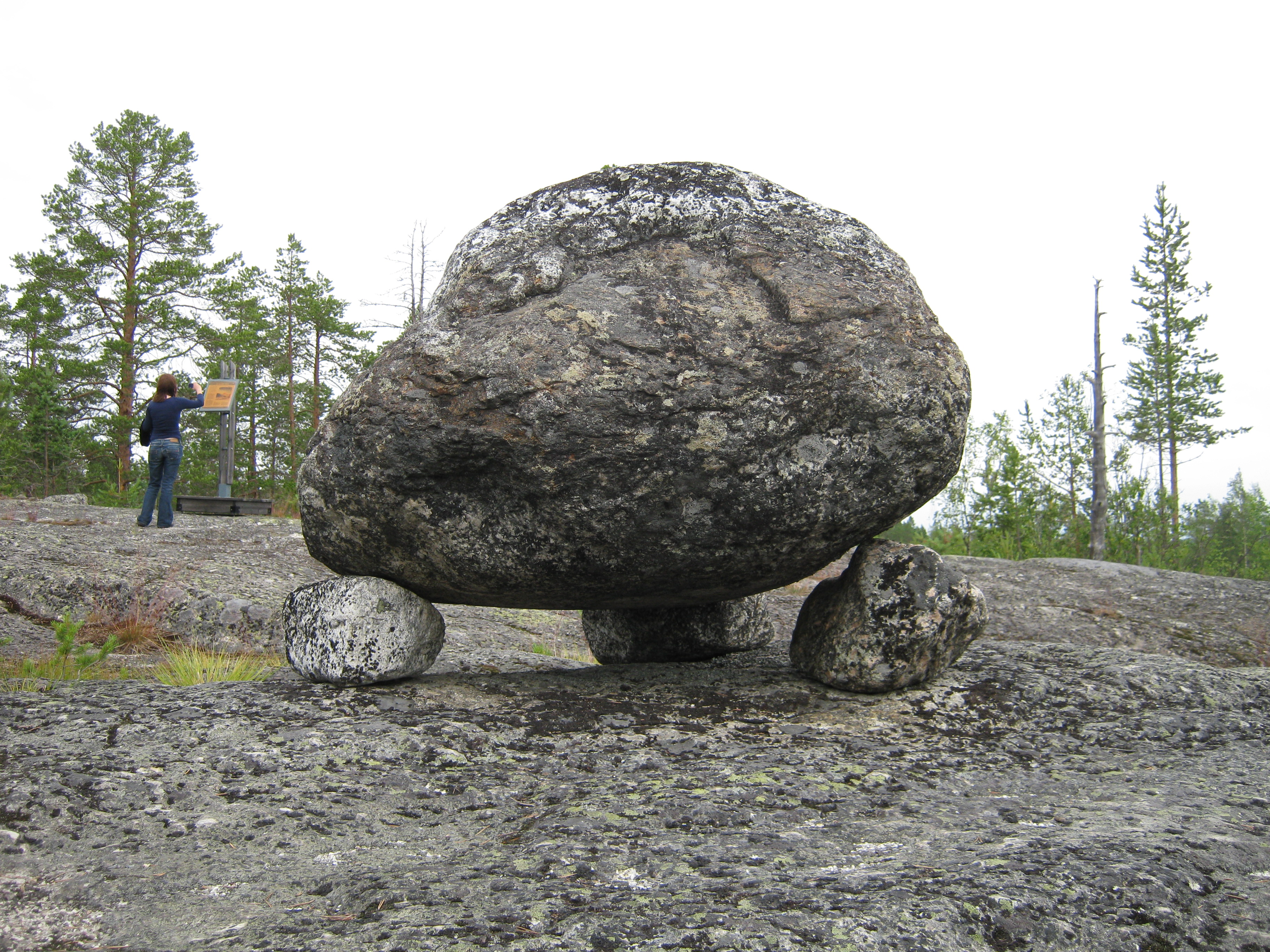
Dolmen bei Jävre in Norrbotten, bronze- oder eisenzeitlich

Dolmen vom Typ Fröböke (schwedisch Fröböke dös, Järnålder dös oder Uppallad sten; englisch Propped stones) kommen auf Gräberfeldern in Halland, Småland, auf Öland (Vi alvar), im Südwesten von Västergötland in Schweden, in Teilen von Dänemark, Norwegen, Finnland und im heute russischen Karelien vor und stammen zumeist aus der Eisenzeit.

## Bezeichnungen
„Liggande höna(n)“ (deutsch „sitzende Henne“), oder „Glucke“ genannt, sind neben „Uppallat block“ oder Uppallat sten, trefotssten, stenpall, flygande sten, höna på ägg oder ruvande ripa eine volkstümliche Bezeichnung für diese Dolmen. (schwedisch Dösen).

Dolmen vom Fröböke-Typ
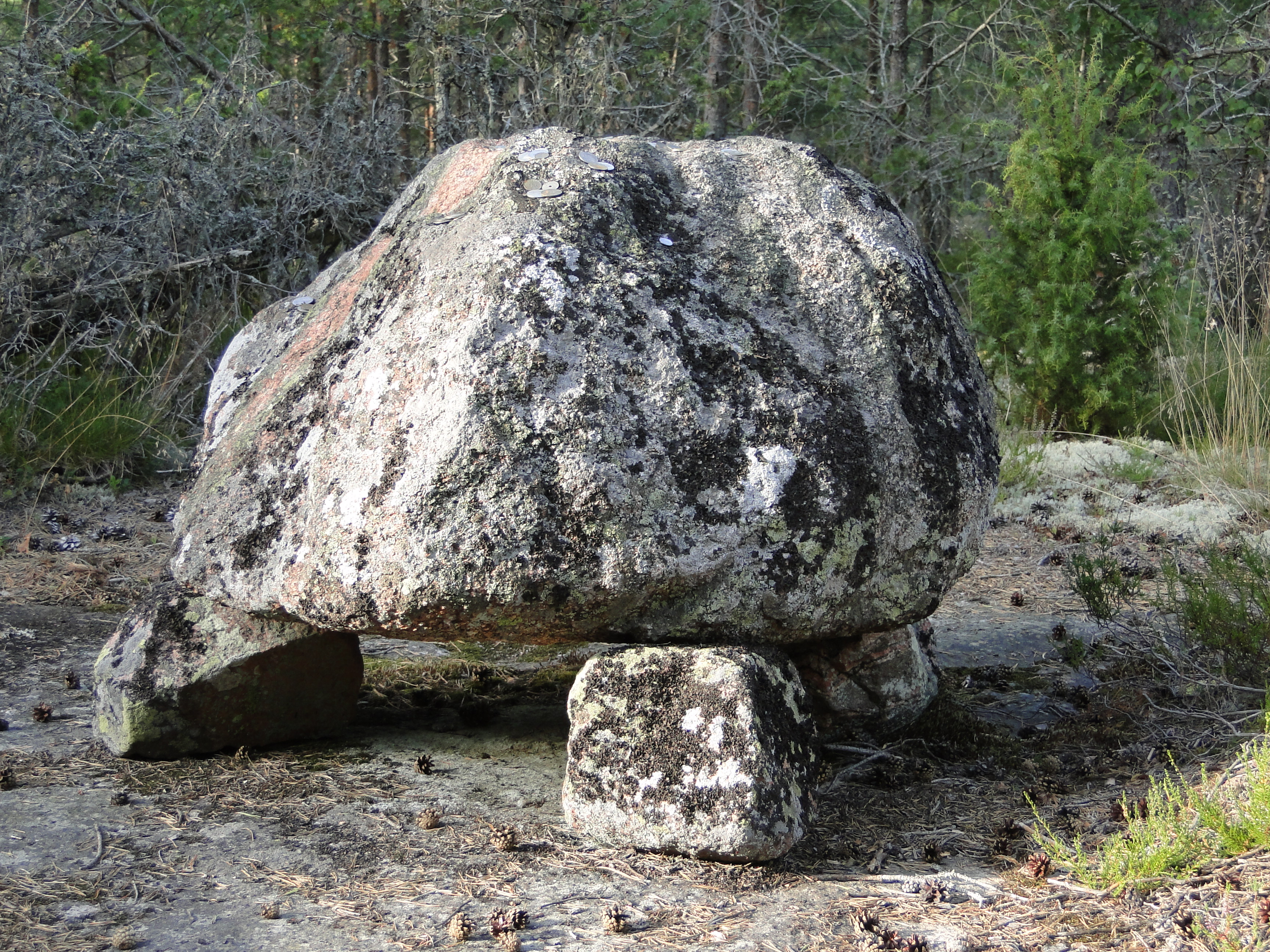
Dolmen von Borghult
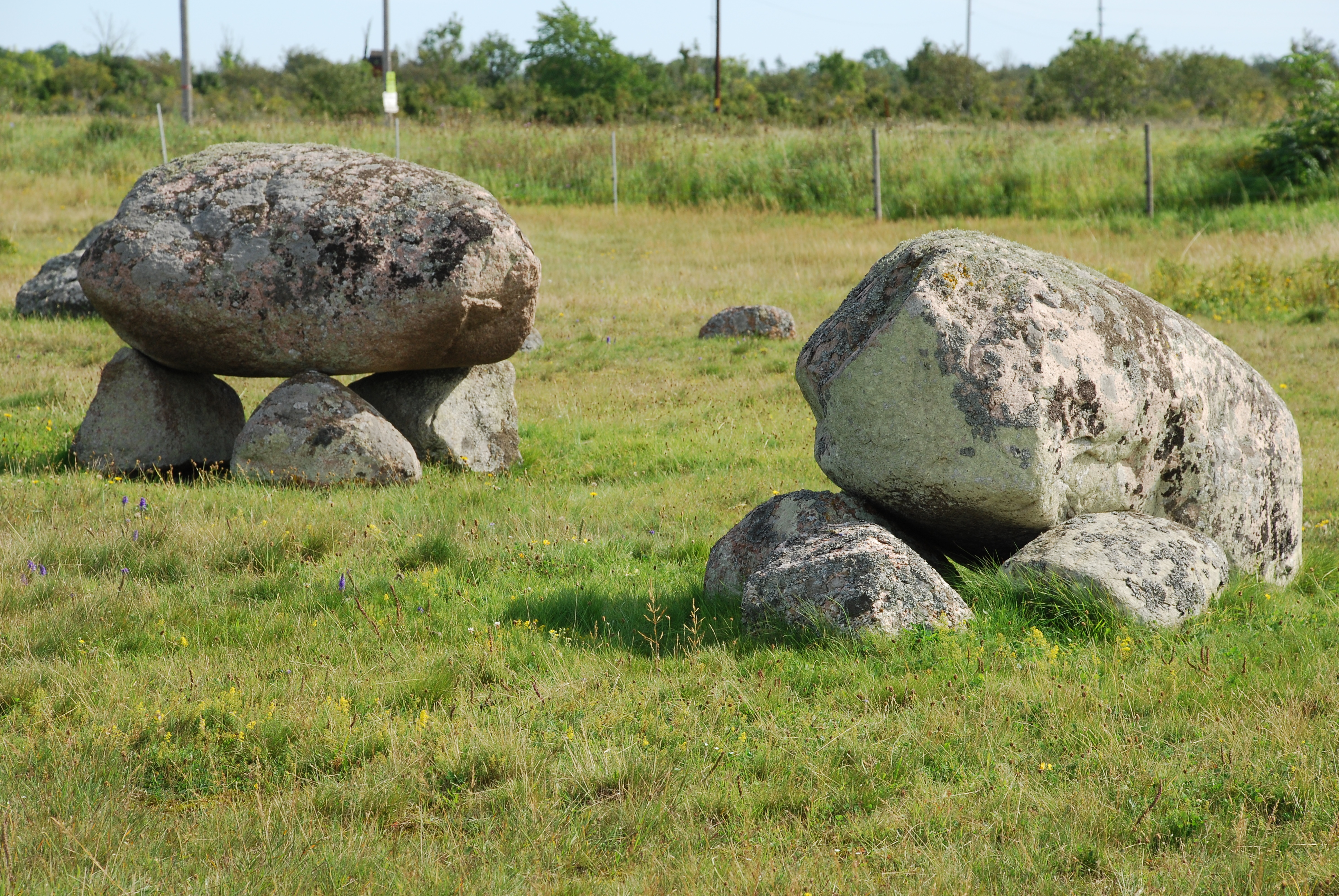
Fröböke-Dolmen auf Vi alvar
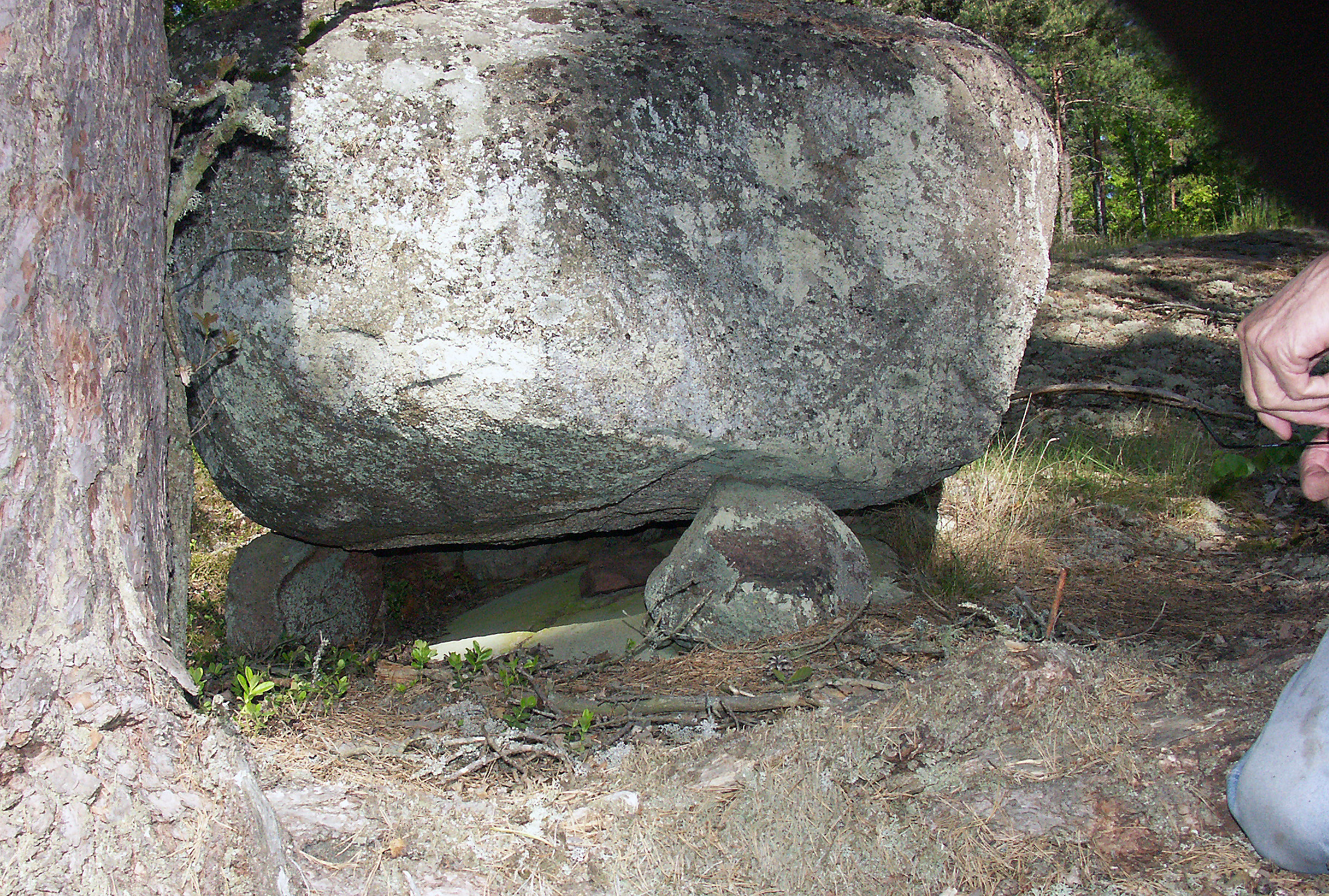
Misterhult
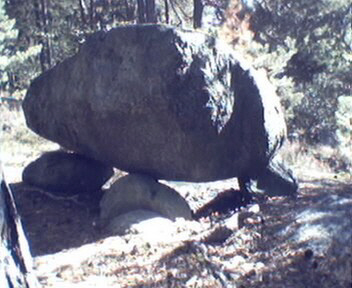
Blackebergsblocket, eisenzeitlich oder natürlich – RAÄ Nr. Misterhult 565:1
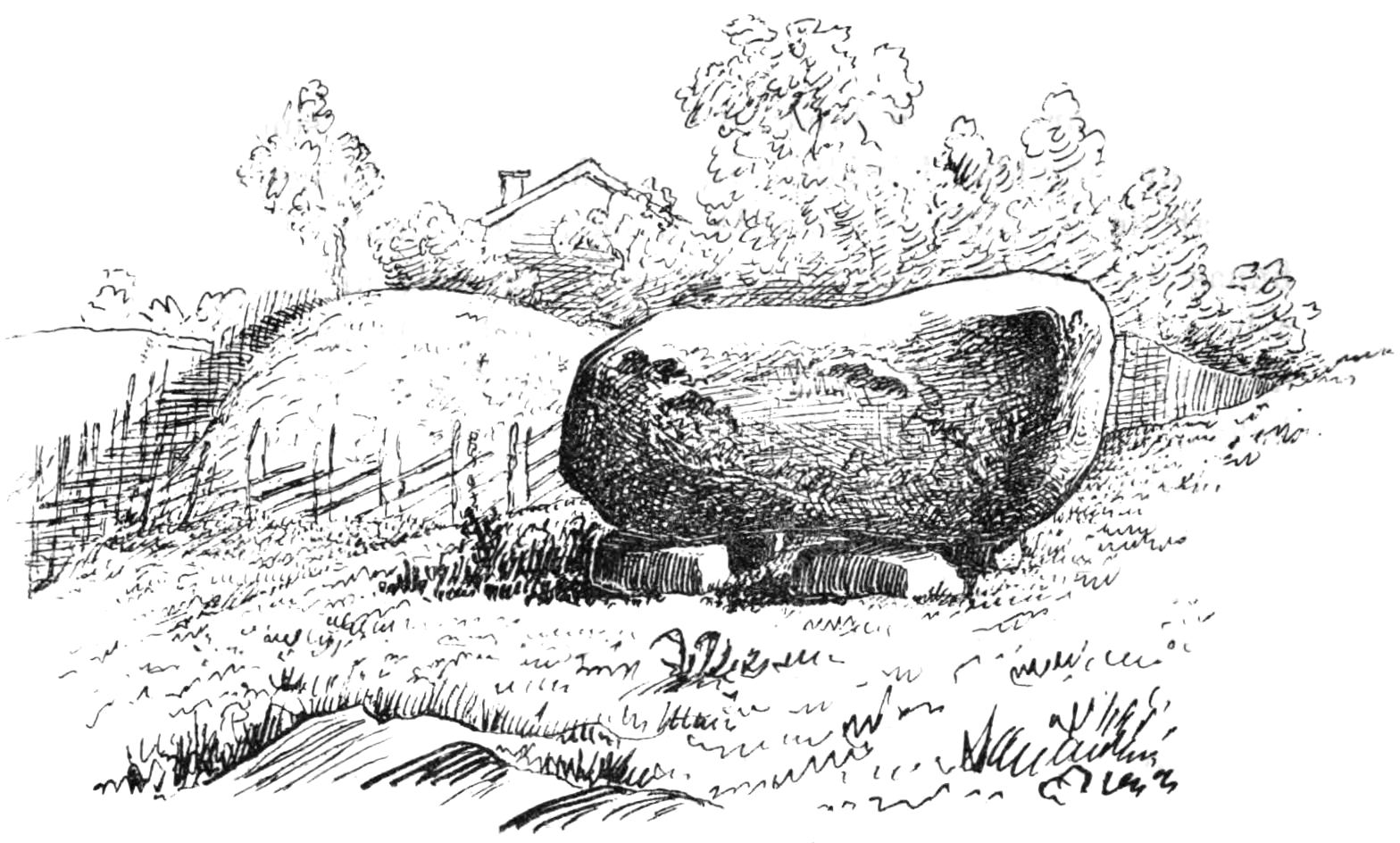
Dolmen vom Fröböke-Typ Domaresten

## Form
Die Dolmen der Eisenzeit (500 v. Chr.–400 n. Chr.) sind kleiner als die steinzeitlichen. Häufig bestehen sie nur aus kleinen Steinen. Manchmal tragen sie noch den einzigen Deckstein. Die Abmessungen dieser Findlinge betragen etwa 85–95 cm in der Höhe, 55–75 cm in der Breite und 20–30 cm in der Dicke, so dass sie nur einen kleinen Innenraum bilden. Oftmals ist eine der Seiten, meist die Südseite zugänglich. Da sie klein sind, sind sie ganglos, und für Einzelbestattungen bestimmt. Die nationale Datenbank der antiken Denkmäler in Schweden führt 33 eisenzeitliche Dolmen auf.

## Forschungsgeschichte
Im Jahre 1918 stellte Knut Kjellmark (1866–1944) als erster fest, dass ein Dolmen aus Nöttja aus der Eisenzeit stammte. Der Dolmen enthielt nur einige kalzinierte Knochen.
Ture J:son Arne (1879–1965) berichtet 1919 über die Ausgrabung dreier Dolmen auf dem Gräberfeld von Nöttja, nahe Ljungby in Kronobergs län. Hier befinden sich zwei Gräberfelder aus der jüngeren Eisenzeit. Arne fand ein Stück Bronze mit ein paar Nieten, einem kleinen Eisenring und über 100 kleine Stücke weißen Quarzes, einige verbrannte Knochen und am Grund eine Schicht aus Holzkohle, kleine Eisen- und Bronzestücke sowie der Rest eines Geweih-Kammes. Eine kleine Ansammlung von Menschenknochen war mit Holzkohle vermischt. Die dritte Anlage war fundleer. Arne verglich die Artefakte aus den Gräbern mit Funden aus Dänemark und von Gotland und datierte die Funde in die römische Eisenzeit.
1935 grub Claes Claesson einen Dolmen auf dem Gräberfeld von Pukaryd in der Gemeinde Tofteryd in Småland aus. Der Dolmen lag in der Nordecke eines quadratischen Steinpflasters.
1992 wurde ein eisenzeitlicher Bereich auf dem Gräberfeld von Byarum (Vaggeryd) in Småland ausgegraben und von Ann-Marie Nordman publiziert. Dieser Bereich des Gräberfeldes wurde auf etwa 400–550 n. Chr. datiert. Hier gab es Steinkreise und Eisenzeitdolmen, die in eckigen Steinsetzungen lagen. Alle Zugänge gingen nach Süden. In den Dolmen wurde eine kleine „Knochenkammer“ gefunden, wo neben verbrannten Knochen auch Funde aus Bronze und Eisen lagen.
2006 wurde während einer Rettungsgrabung in Odensjö vom Arkeologicentrum ein Dolmen ausgegraben. Bei den verbrannten Knochen eines Kleinkindes wurde ein Stück Pech identifiziert, wahrscheinlich der Rest einer Schachtel aus Birkenrinde, in der die Knochen beigesetzt waren.

## Parallelen
Da die Grabart für Schweden ungewöhnlich war, suchte Arne nach Parallelen. Die einzige, die er fand, lag auf der Krim, wo N. I. Repnikov im Jahre 1907 auf den Höhen von Baidarskoj in der Nähe des Dorfes Skelja-Kamenolomnja (heute Rodnikowoje) Grabhügel mit eisenzeitlichen Dolmen ausgegraben hatte.